# Clorură de benzoil
Clorura de benzoil (de asemenea cunoscută și ca clorură de benzencarbonil) este o clorură de acil cu formula C6H5COCl. Este un lichid incolor cu un miros iritant. Este adesea folositoare pentru producerea peroxizilor, dar și pentru fabricarea coloranților, parfumurilor, medicamentelor și rășinilor.

## Obținere
Clorura de benzoil se poate obține de la (triclorometil) benzen, folosind ori apă ori acid benzoic: 
C6H5CCl3  +  H2O   →   C6H5COCl  +  2 HCl
C6H5CCl3  +  C6H5CO2H   →   2 C6H5COCl  +  HCl
Ca și restul clorurilor de acil, poate fi preparată plecând de la acidul respectiv și alți agenți de clorinare (pentaclorură de fosfor și clorură de tionil). A fost sintetizată prima dată prin tratarea acidului benzoic cu clor. 

## Proprietăți chimice
Clorura de benzoil este o clorură de acil tipică. Reacționează cu alcooli și aminele și dă esterii și amidele corespunzătoare. Suferă reacții de acilare Friedel–Crafts cu arenele, în urma cărora se obțin benzofenone corespunzătoare. În mod similar, reacționează cu apa pentru a produce acid clorhidric și acid benzoic:
C6H5COCl + H2O   →  C6H5CO2H + HCl
Peroxidul de benzoil se produce industrial în urma reacției dintre clorură de benzoil cu peroxid de hidrogen și hidroxid de sodiu: 
2 C6H5COCl + H2O2 + 2 NaOH → (C6H5CO)2O2 + 2 NaCl + 2 H2O